# Кінний спорт на літніх Паралімпійських іграх 2016
Змагання з кінного спорту на літніх Паралімпійських іграх 2016 року пройдуть з 7 по 18 вересня 2016 року.

## Класифікація спортсменів
Спортсмени класифіковані на різні групи в залежності від ступеня інвалідності. Система класифікації дозволяє спортсменам з однаковими порушеннями конкурувати на рівних.

Атлети класифікуються на такі групи:
- Клас Ia: в основному інваліди-колясочники з порушеннями всіх чотирьох кінцівок, які можуть ходити з нетвердою ходою, проте з дуже порушеним тулубом і балансуванням
- Клас Ib: в основному інваліди-колясочники з поганим балансуванням тулуба та/або з порушенням функцій чотирьох кінцівок, або без здатності до балансування, але з кращою функцією верхніх кінцівок, або помірне балансування тулуба з важкими порушеннями чотирьох кінцівок.
- Клас II: в основному інваліди-колясочники, або ті, хто має важкі порушення опорно-рухового апарату, включаючи хребет з доброю функцією верхньої кінцівки, або ті, хто має важке порушення роботи руки і невелике порушення роботи ноги або важкого однобічного порушення функції кінцівок.
- Клас III: спортсмени, які зазвичай в змозі ходити без підтримки. Помірне однобічне порушення або помірне порушення чотирьох кінцівок, важке порушення функції руки. Може знадобитися інвалідне крісло для більших відстаней або через відсутність витривалості. Повна втрата зору на обидва ока або порушення інтелекту.
- Клас IV: спортсмени з порушеннями однієї або двох кінцівок або деяких проблем із зором.

## Змагання
| Дисципліна               | Дисципліна |
| Індивідуальний чемпіонат |            |
| Клас Ia                  |            |
| Клас Ib                  |            |
| Клас II                  |            |
| Клас III                 |            |
| Клас IV                  |            |
| Індивідуальний фрістайл  |            |
| Клас Ia                  |            |
| Клас Ib                  |            |
| Клас II                  |            |
| Клас III                 |            |
| Клас IV                  |            |
| Командне змагання        |            |

## Медальний залік

### Медалісти
| Місце | Країна | Золото | Срібло | Бронза | Загалом |
| ----- | ------ | ------ | ------ | ------ | ------- |
| 1     |        |        |        |        |         |